# Hongerstaking
Een hongerstaking is een bewust stoppen met het tot zich nemen van voedsel, om een bepaald doel te bereiken. Dit doel kan zijn aandacht vragen voor een individueel of politiek probleem of het afdwingen van een wijziging van een situatie, zoals verbetering van de omstandigheden waaronder iemand gevangen wordt gehouden. Het is feitelijk een vorm van geweldloos verzet. In Rusland wordt het vaak gebruikt door groepen werknemers (soms het hele bedrijf) om achterstallig loon af te dwingen bij de werkgever. Ook in gevangenissen komen hongerstakingen voor, omdat de gedetineerden geen ander middel hebben om aandacht te vragen. Een hongerstaking is vaak een effectief middel om aandacht te vragen voor een probleem, maar kan ook gevaarlijk zijn.

## Medisch verloop van een hongerstaking
De meeste mensen kunnen maximaal twee maanden in leven blijven zonder eten. Wekenlang zonder voedsel leven kan onherstelbare gezondheidsschade veroorzaken. Mensen met een hoger vetpercentage kunnen een hongerstaking langer verdragen dan mensen met een lager vetpercentage. Een hongerstaking verloopt, wanneer de staker normaal blijft drinken, er niet wordt ingegrepen en de staker doorzet tot de dood erop volgt, als volgt:
- De eerste 4 dagen wordt de hongerstaking goed verdragen. De staker krijgt een aanhoudend hongergevoel en maagkramp, maar functioneert nog normaal en kan zelfs nog aan lichaamsbeweging doen als hij dat zou willen. Het bloedsuikergehalte daalt licht maar blijft dan stabiel. Het lichaam maakt eerst de beschikbare glucose op en begint daarna aan het verbranden van lichaamsvet om in de energiebehoefte te voorzien.
- 1 tot 4 weken na de laatste voedselconsumptie is het gewicht aanzienlijk afgenomen. Men krijgt duizeligheid en hoofdpijn door orthostatische hypotensie en bradycardie. Men is doorlopend moe en lichamelijke inspanning is niet meer mogelijk. Zelfs praten is dermate vermoeiend dat de hongerstaker dit beperkt tot een absoluut minimum. Door concentratiestoornissen is lezen eveneens niet meer mogelijk. De lichaamstemperatuur daalt door de verlaagde stofwisseling. Het lichaam 'rantsoeneert' de beschikbare energie met betrekking tot de verschillende organen. Soms is nu al ziekenhuisopname noodzakelijk.
- Na ongeveer 4 weken is het lichaamsvet op en begint het lichaam aan de consumptie van de interne organen ('starvation mode'). Een algemeen ziektegevoel overheerst nu met symptomen als gehoorverlies, dubbelzien, misselijkheid, braken, slechter zien en bloedingen in het spijsverteringskanaal. Er is geen geestelijke achteruitgang maar wel concentratiezwakte, apathie en psychische labiliteit.
- De dood volgt na 42 à 80 dagen. De terminale fase duurt vaak enkele uren tot een dag, en kenmerkt zich door stemmingswisselingen, soms euforie, en uiteindelijk verwardheid, coma en overlijden.

## Duur van hongerstakingen
De meeste hongerstakingen duren kort en leiden niet tot de dood. De hongerstaker gaat opnieuw eten omdat hij meent zijn doel bereikt te hebben, of omdat hij niet dood wil, of meent dat de hongerstaking toch geen effect heeft. Zoals hierboven beschreven zal, wanneer de hongerstaking voortduurt, de staker uiteindelijk na maximaal 80 dagen (gemiddeld 60 dagen) overlijden. Soms wordt een hongerstaking gebroken door gedwongen voeding, hetgeen controversieel is.

## Gedwongen voeding
Voor artsen, familie en eventuele verantwoordelijke gevangenisautoriteiten is een hongerstaking een dilemma. Artsen dienen op grond van hun beroepseed altijd te helpen, de familie is bezorgd voor hun naaste, en de gevangenisautoriteiten hebben een zorgplicht voor hun gedetineerden. Anderzijds zal gedwongen behandeling of voeding vaak tegen de wil van de gedetineerde ingaan en een inbreuk vormen op de integriteit van diens lichaam.
De World Medical Association heeft in artikel 6 van de Verklaring van Tokyo uit 1975 verklaard dat een arts de behandelingsweigering van de hongerstaker moet respecteren indien deze geestelijk in staat wordt geacht een onafhankelijk oordeel te vormen over de consequentie hiervan. Een tweede arts moet bevestigen dat de hongerstaker in staat is een dergelijk oordeel te vormen. Bovendien moet een arts de hongerstaker hebben ingelicht over de consequenties van de voedselweigering. In latere verklaringen heeft de World Medical Association gedwongen voeding bestempeld als inhumaan. Deze verklaringen hebben echter geen formele rechtskracht.
De Amerikaanse Code of Federal Regulations verklaart daarentegen dat het Federal Bureau of Prisons (de Amerikaanse gevangenisautoriteiten) verantwoordelijk is voor de gezondheid en het welzijn van de gedetineerden. Dit houdt onder meer in dat in geval van een levensbedreigende conditie de arts mag besluiten over te gaan tot medische behandeling, desnoods buiten de toestemming van de gedetineerde om. Een hongerstaker kan dus in een Amerikaanse gevangenis desnoods tegen zijn wil gevoed worden.

## Herstel
Wanneer de hongerstaking drie weken of langer heeft geduurd, kan het herstel langdurig zijn. Men moet rekenen op ten minste drie maanden. Direct weer normaal gaan eten na een hongerstaking is levensgevaarlijk en kan alsnog leiden tot de dood door het hervoedingssyndroom (ontregeling van de stofwisseling), dat behandeld kan worden met toedienen van vitaminen en mineralen teneinde de biochemische balans te herstellen. De plotselinge beschikbaarheid van voedingsstoffen en de metabolieten daarvan kunnen (kort gezegd) namelijk de chemische balans van het lichaam verstoren. Symptomen zijn hevige buikkrampen, verwardheid, stuiptrekkingen, coma en uiteindelijk overlijden. De hoeveelheid voedsel zal dus langzaam moeten worden opgebouwd. Wanneer de hongerstaking langere tijd heeft geduurd is er een grote kans op permanente beschadigingen. De hongerstakingen van dierenrechtenactivist Barry Horne hebben bij hem bijvoorbeeld geleid tot gedeeltelijke blindheid en nierschade.

## Bekende hongerstakingen
- Britse suffragettes gebruikten hongerstaking vanaf 1909 uit protest tegen hun opsluiting tussen "gewone" misdadigers. Aanvankelijk werden ze bij ernstige gezondheidsschade gedwongen gevoed, wat tot een enkel sterfgeval leidde. Later mochten ze thuis herstellen waarna ze teruggebracht werden naar de gevangenis.
- Mahatma Gandhi ging in gevangenschap soms over tot hongerstaking. De Britse autoriteiten waren hier zeer gevoelig voor daar Gandhi's dood in een Britse gevangenis hen ernstig gezichtsverlies zou hebben bezorgd en van Gandhi een martelaar zou hebben gemaakt.
- Ierse republiekeinen en de Noord-Ierse hongerstaking van 1981.
- Gevangenen in Guantanamo Bay gingen regelmatig uit protest tegen de opsluiting en omstandigheden in hongerstaking, maar werden desnoods door de autoriteiten dwangmatig gevoed.
- Akbar Ganji ging in hongerstaking tegen z'n gevangenschap in de Evin-gevangenis te Teheran.
- Volkert van der Graaf ging in hongerstaking tegen het besloten regime waaraan hij in gevangenschap werd onderworpen, en beëindigde deze zelf toen het regime enigszins werd verlicht.
- In 2008 gingen Tibetaanse activisten in India over tot een honger- en dorststaking, waarop de Indiase politie uiteindelijk zes Tibetaanse monniken in kritieke toestand gedwongen liet voeden.
- In 2009 ging de 22-jarige Palestijnse voetbal-international Mahmoud Sarsak tijdens zijn gevangenschap 92 dagen in hongerstaking nadat hij door Israël was opgepakt toen hij van Gaza naar de Westelijke Jordaanoever wilde reizen om een wedstrijd te spelen.
- Tamilactivisten gingen soms in hongerstaking onder de term 'vasten tot de dood erop volgt'.
- Joelia Tymosjenko, Oekraïense politica. Hongerstaking van 20 april tot 9 mei 2012.
- De Oekraïense gevechtspilote Nadja Savtsjenko, die op 21 maart 2016 veroordeeld werd tot 22 jaar cel in Rusland. Uit protest tegen haar gevangenschap ging ze in hongerstaking.
- In 2012 gingen zo'n 1600 Palestijnen in Israëlische gevangenissen voor onbepaalde tijd in hongerstaking uit protest tegen de inhumane omstandigheden waaronder ze vastzaten. Door bemiddeling van Egypte werd de staking na 77 dagen opgeheven.[1]
- Op 17 april 2017 begon Marwan Barghouti een hongerstaking waaraan door honderden Palestijnse gevangenen in diverse Israëlische gevangenissen werd meegedaan. Zij protesteerden hiermee tegen de willekeurige arrestaties en onmenselijke behandeling van Palestijnen in gevangenschap. Barghouti werd de dag erna in eenzame opsluiting geplaatst, volgens de Israëlische gevangenisdienst om te proberen de hongerstaking te breken. Buiten de gevangenis organiseerden Israëlische activisten een barbecue-party, met het doel dat de hongerstakers het zouden ruiken en het 's avonds op televisie zouden zien. Ook militairen namen eraan deel.
- De Jordaanse vrouw Heba al-Labadi ging in oktober 2019 een maand in hongerstaking in  een Israëlische gevangenis uit protest tegen haar detentie zonder proces.[2]
- Dhani Hoekstra ging op 6 februari 2020 te Ten Post in hongerstaking omdat hij wilde afdwingen dat de regering passende maatregelen zou moeten treffen inzake de slechte en trage afhandeling van aardbevingsschade in het Groninger aardbevingsgebied.
- De Palestijnse gevangene Hisham Abu Hawash, die sinds 2020 in Israël in een steeds verlengde administratieve detentie gehouden werd, hield een hongerstaking van 141 dagen. Vanwege zijn uitermate slechte fysieke toestand werd hij onder druk van onder meer de Europese Unie en de Palestijnse Autoriteit in februari 2022 vrijgelaten.[3]